# 須田喜照
須田 喜照（すだ よしてる、1970年10月13日 - ）は、元社会人野球選手（投手）、高校・大学野球指導者。現役時代は東芝野球部に所属していた。

## 人物・来歴
山梨県出身。山梨学院大附高在籍時はエースとして活躍するも、1988年夏の山梨県大会では決勝戦で東海大甲府に敗退し、夏の甲子園出場はならなかった。
その後専修大学に進学し、2年上に岡林洋一、杉山賢人らがいたが1部リーグ通算15試合に登板、0勝5敗、防御率4.70の記録を残す。卒業後に、東芝に入社。細身ながらキレのある速球と縦のカーブを繰り出し、東芝の左腕エースとして台頭した。激戦の神奈川地区にあって、後輩の銭場一浩らと共に東芝の屋台骨を支えた。東芝での主なチームメイトには、他に高橋尚成・清水直行・戸部浩・香月良太・平馬淳・坪井智哉らがいる。
1999年に東芝が都市対抗野球を制覇した際には、決勝で三菱重工長崎を完封し、MVPに当たる橋戸賞を受賞した。
2002年限りで現役を引退、翌2003年には東芝も退社して山梨に帰郷、地場の建設会社に勤務するかたわら、自社の軟式野球の監督を務めた。
2007年からは母校である山梨学院大附属高の投手コーチを務め、翌2008年から2012年まで同校の監督に就任。2013年から山梨学院大学野球部のコーチを務め、現在は監督を務める。

## 主な表彰・タイトル
- 第70回都市対抗野球大会橋戸賞　（1999年）
- 第64回都市対抗野球大会若獅子賞　（1993年）
- 都市対抗野球大会優秀選手賞（投手部門）　4回（1993年、96年、99年、2002年）
- 社会人ベストナイン投手部門　2回（1999年、2000年）
- 都市対抗野球本大会10年連続出場（2002年、いすゞ自動車の補強選手として出場達成）

## 日本代表キャリア
- 四カ国対抗戦（2001年）
- 第34回ワールドカップ（2001年）

## 指導者キャリア
- 夏の甲子園出場2回（2009年、2011年）